# Street Slam
 Street Slam, conhecido no Japão como  Dunk Dream (ダンクドリーム) e conhecido na Europa como Street Hoop é um jogo de basquete desenvolvido pela Data East originalmente para Neo Geo lançado em 1994.
A sequência desse jogo é conhecida como Dunk Dream 95 no Japão e Hoops 96 na Europa e foi lançada em 1995.
Street Slam serviu de fonte de inspiração para a criação de alguns personagens da série The King of Fighters.

## Diferenças entre as versões
Na versão européia (Street Hoop) e na japonesa (Dunk Dream), estão disponíveis para seleção 10 países, já na versão americana (Street Slam) são cidades americanas. Na tela de seleção de times, a cor da pele dos jogadores e os trajes também são diferentes entre as versões.